# Molí de Ca l'Almiralló
El Molí de Ca l'Almiralló és un molí paperer al terme municipal de la Pobla de Claramunt (Anoia) inclòs a l'Inventari del Patrimoni Arquitectònic de Catalunya.

## Descripció
De planta rectangular, com la de tots els molins paperers, La planta baixa disposa dels molins i les últimes són els assecadors amb les característiques finestres que rematen les façanes i que servien per penjar-hi el paper mullat.

## Història
Va ser construït el segle xviii, època de major de la indústria paperera en aquesta comarca. El seu nom deriva de Francesc Almirall, que el menava entre el 1770 i 1798. Les seves piles es troben ara al Museu Molí Paperer de Capellades. Darrerament s'usa com a habitatge.